# Леонтюк, Антон Константинович

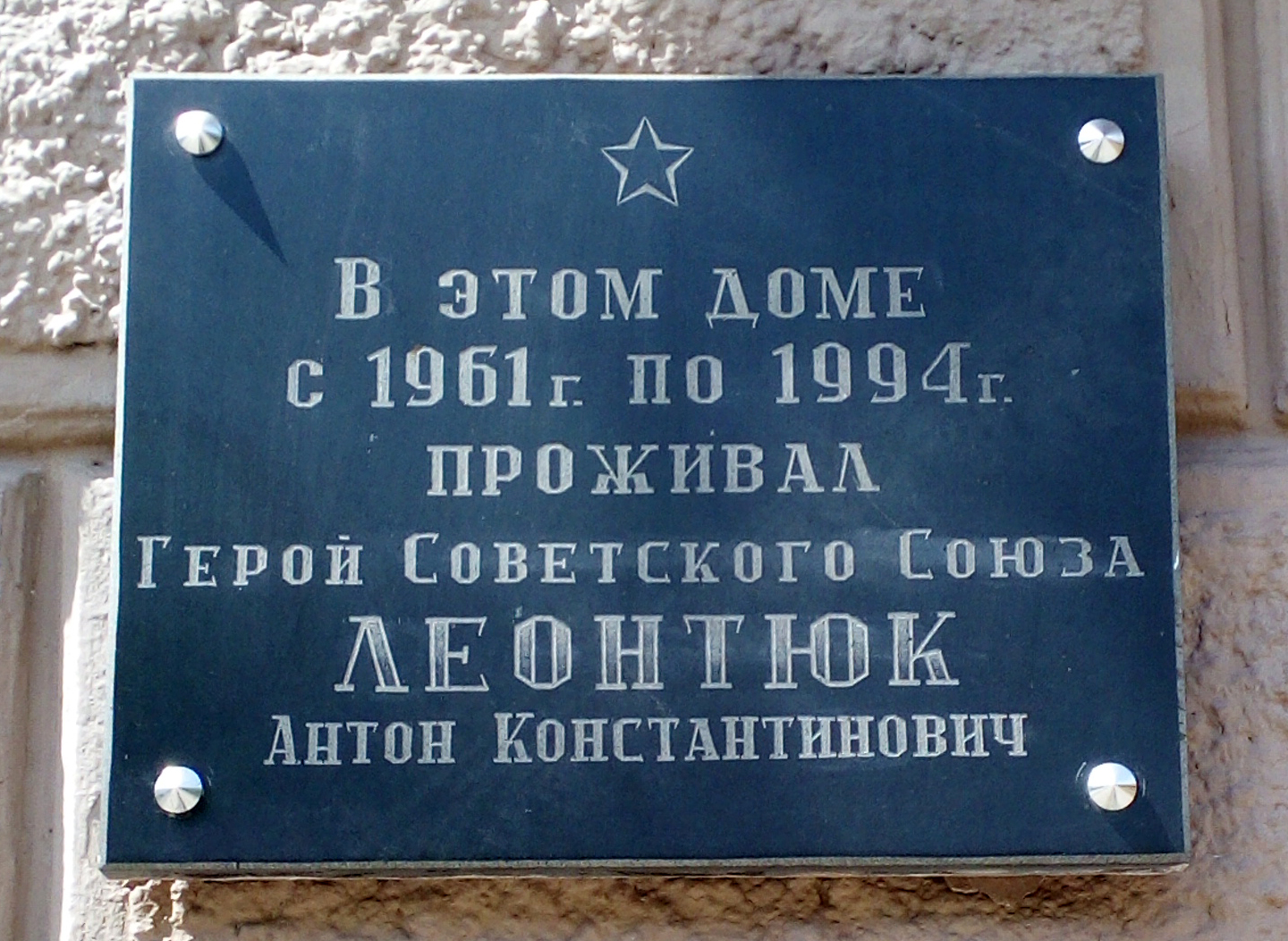
Памятная доска в Кривом Роге

Антон Константинович Леонтюк (19 декабря 1918, Антонины, Волынская губерния — 17 ноября 1994, Кривой Рог, Днепропетровская область) — полковник Советской армии, участник Великой Отечественной войны. Герой Советского Союза (1944).

## Биография
Родился 19 декабря 1918 года в селе Антонины (ныне посёлок в Красиловском районе Хмельницкой области).
После окончания средней школы работал счетоводом в совхозе. В 1938 году был призван на службу в Рабоче-крестьянскую Красную армию. Участвовал в польском походе и советско-финляндской войне. В 1941 году окончил Ленинградское артиллерийское училище, с декабря — на фронтах Великой Отечественной войны.
К июлю 1944 года гвардии капитан Антон Леонтюк командовал батареей 220-го гвардейского истребительно-противотанкового артиллерийского полка 48-й армии 1-го Белорусского фронта. Отличился во время освобождения Минской области Белорусской ССР. 3 июля 1944 года батарея Леонтюка в районе посёлка Руденск Пуховичского района участвовала в бою с крупными немецкими силами. В критический момент, оставив по три человека из каждого расчёта у орудий, он поднял остальных в атаку, отбросив противника. 4 июля 1944 года у деревни Узляны в том же районе Леонтюк шесть раз поднимал в атаку свою батарею, сам был ранен, но продолжал сражаться.
За бой у деревни Узляны Пуховичского района все 49 бойцов 5-й батареи были отмечены орденами. Гвардии капитану Антону Леонтюку, старшине Афанасию Черняку, старшине Дмитрию Чепусову, старшине Ефрему Курочкину и младшему сержанту Василию Токареву (посмертно) присвоили звание Героев Советского Союза.
После окончания войны продолжил службу в Советской армии. В 1954 году окончил Военную академию имени Фрунзе. В 1960 году в звании полковника уволен в запас.
Жил в городе Кривой Рог. Умер 17 ноября 1994 года.

## Награды
- Указом Президиума Верховного Совета СССР от 22 августа 1944 года за «умелое командование батареей, образцовое выполнение боевых заданий командования и проявленные мужество и героизм в боях с немецкими захватчиками» гвардии капитан Антон Леонтюк был удостоен высокого звания Героя Советского Союза с вручением ордена Ленина и медали «Золотая Звезда» за номером 3091[1];
- Орден Отечественной войны 1-й степени;
- Орден Красной Звезды;
- медали[1];
- Почётный гражданин города Марьина Горка (1988).

## Память
- Имя на Стеле Героев в Кривом Роге;
- Именем названа улица в Узлянах[1];
- Памятная доска в Кривом Роге;
- Памятник с барельефами на месте боя батареи капитана А. К. Леонтюка в Узлянах (Пуховичский район, Минская область).

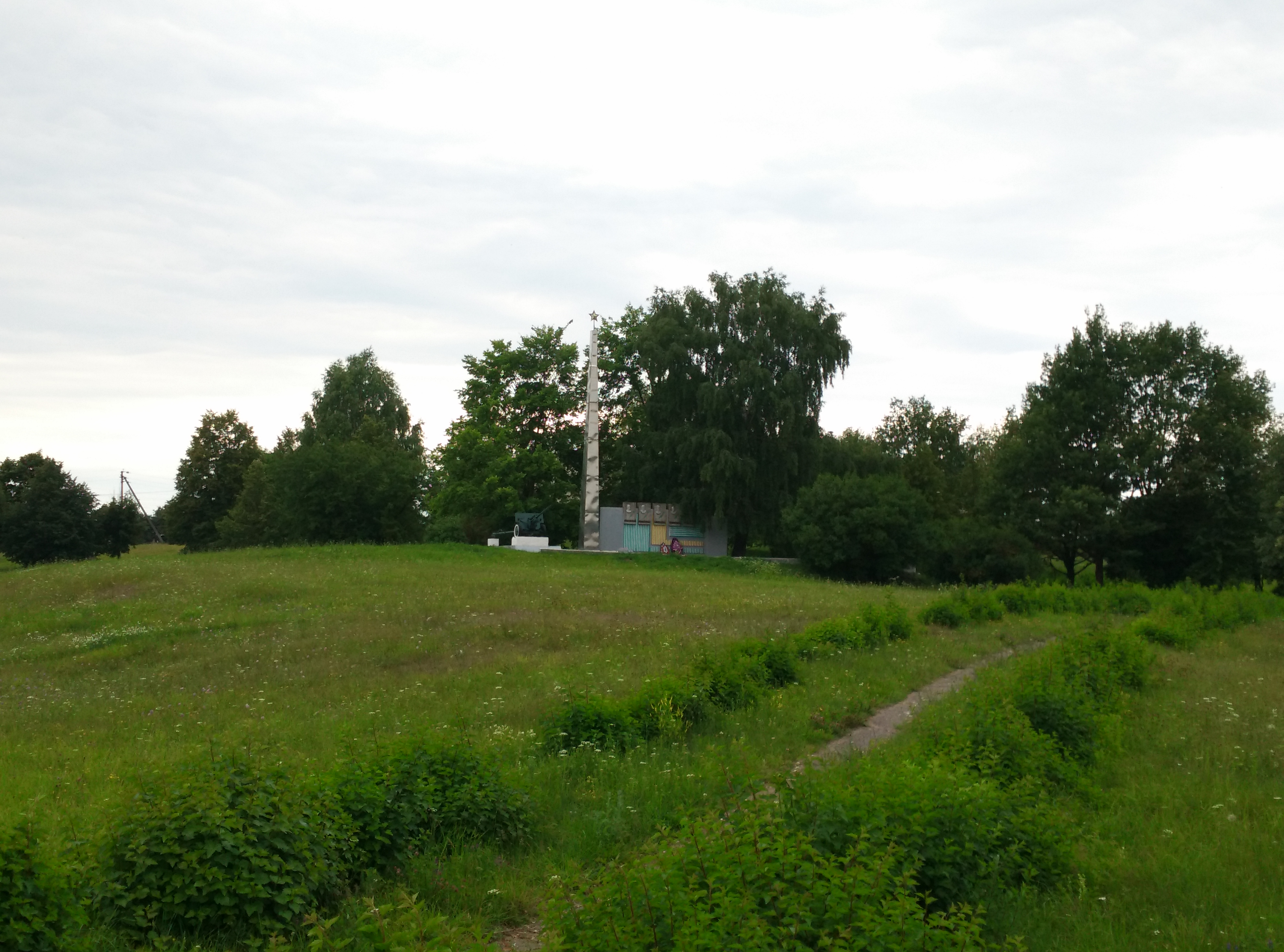
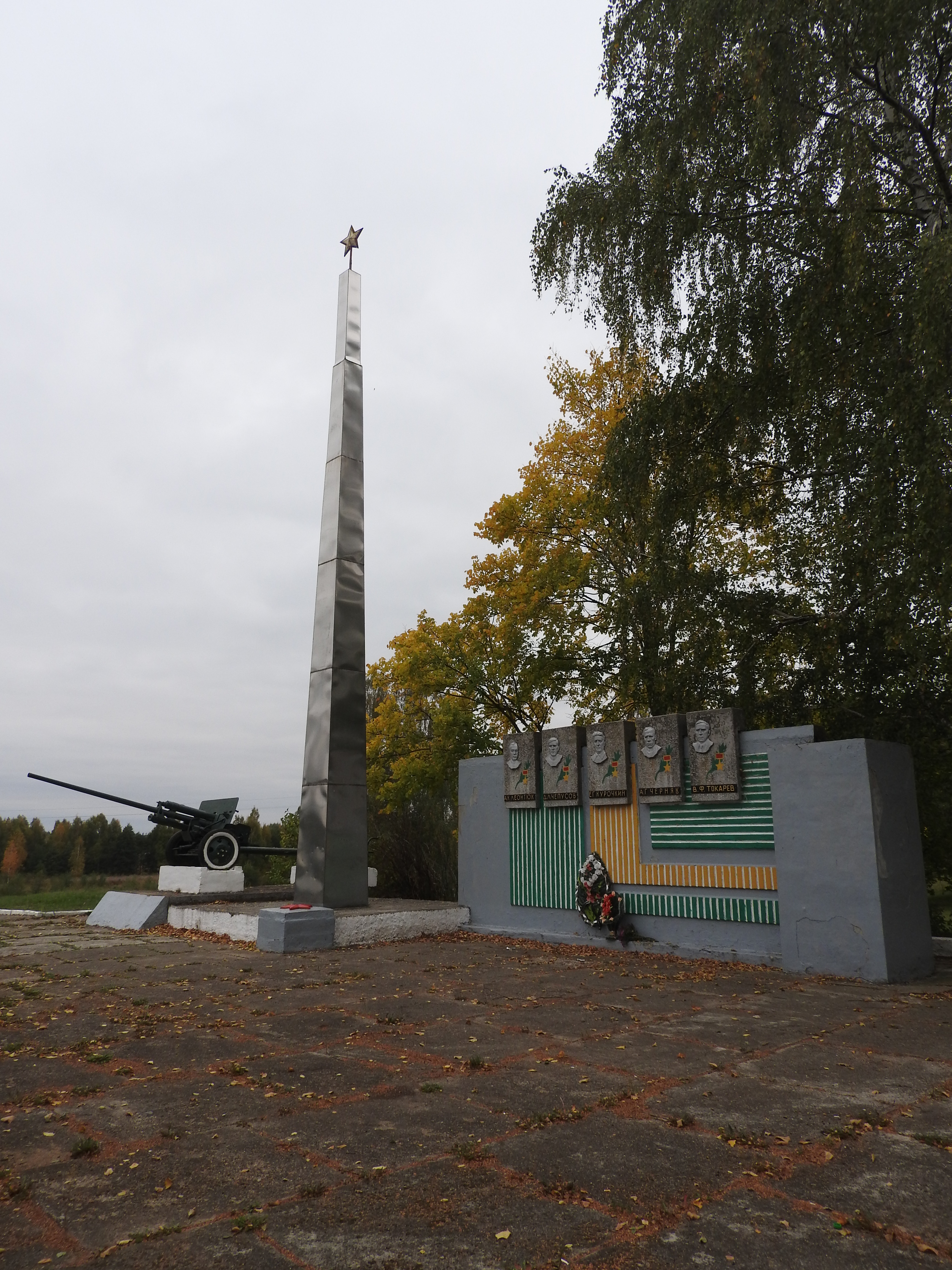
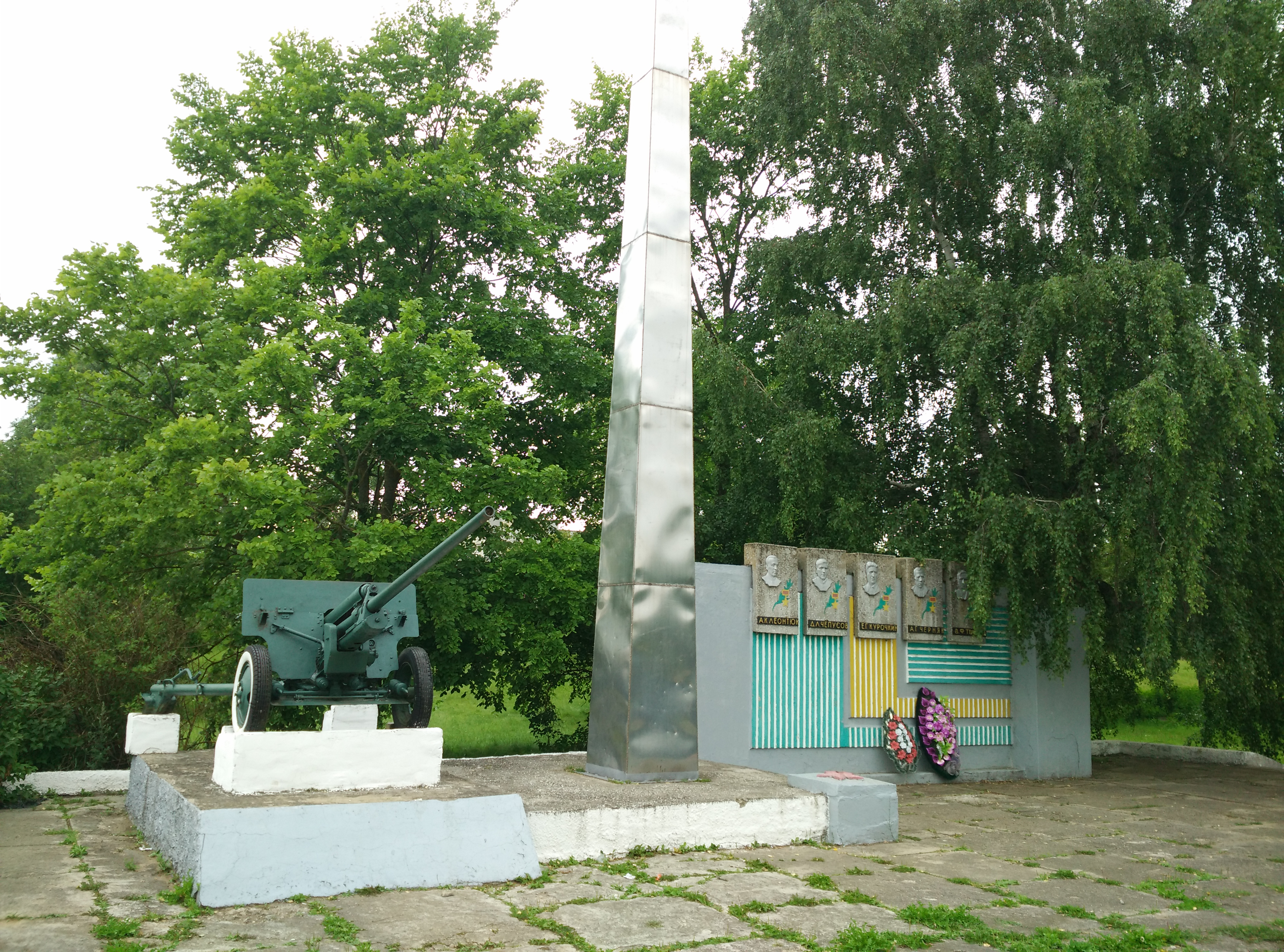
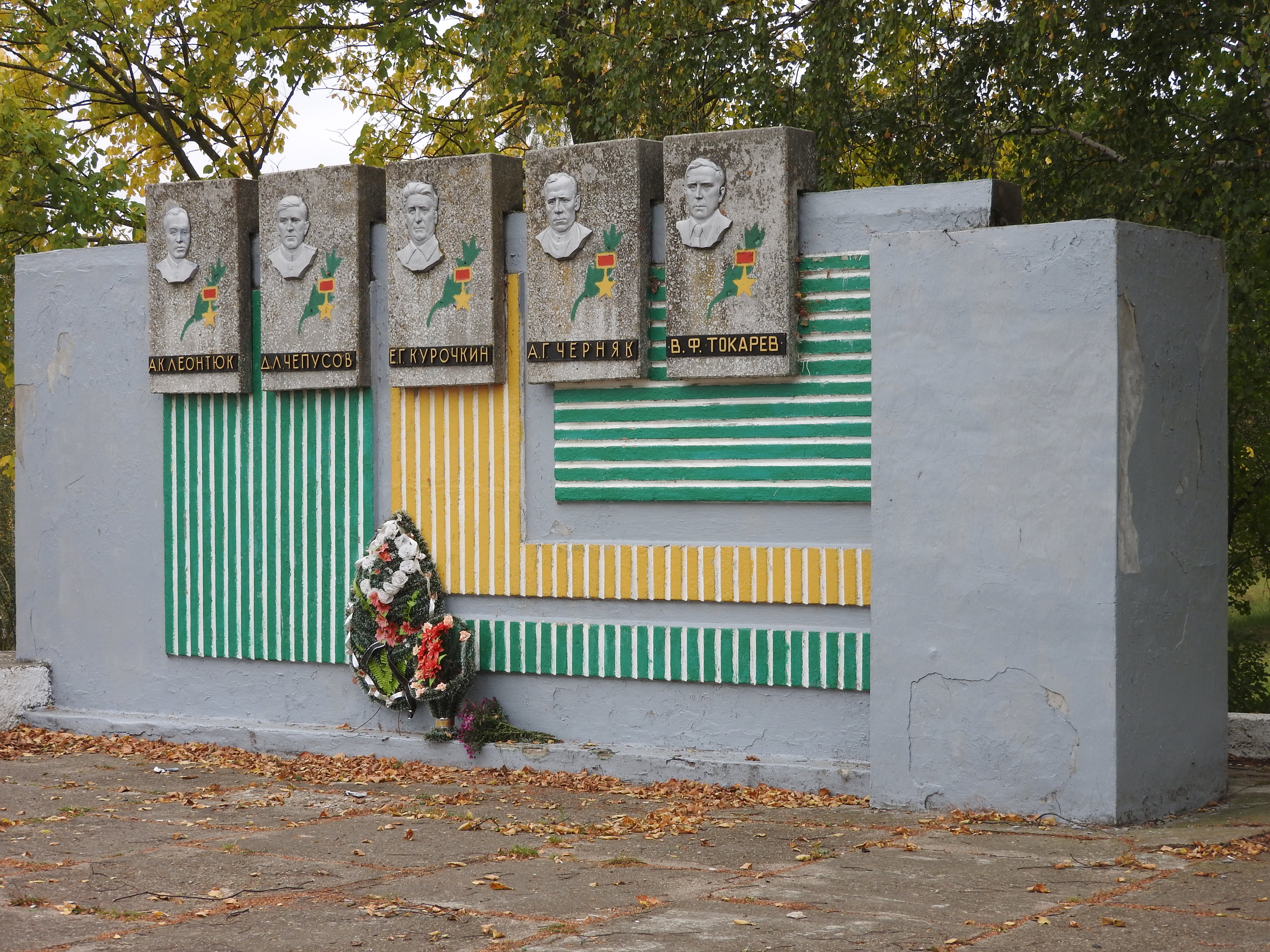
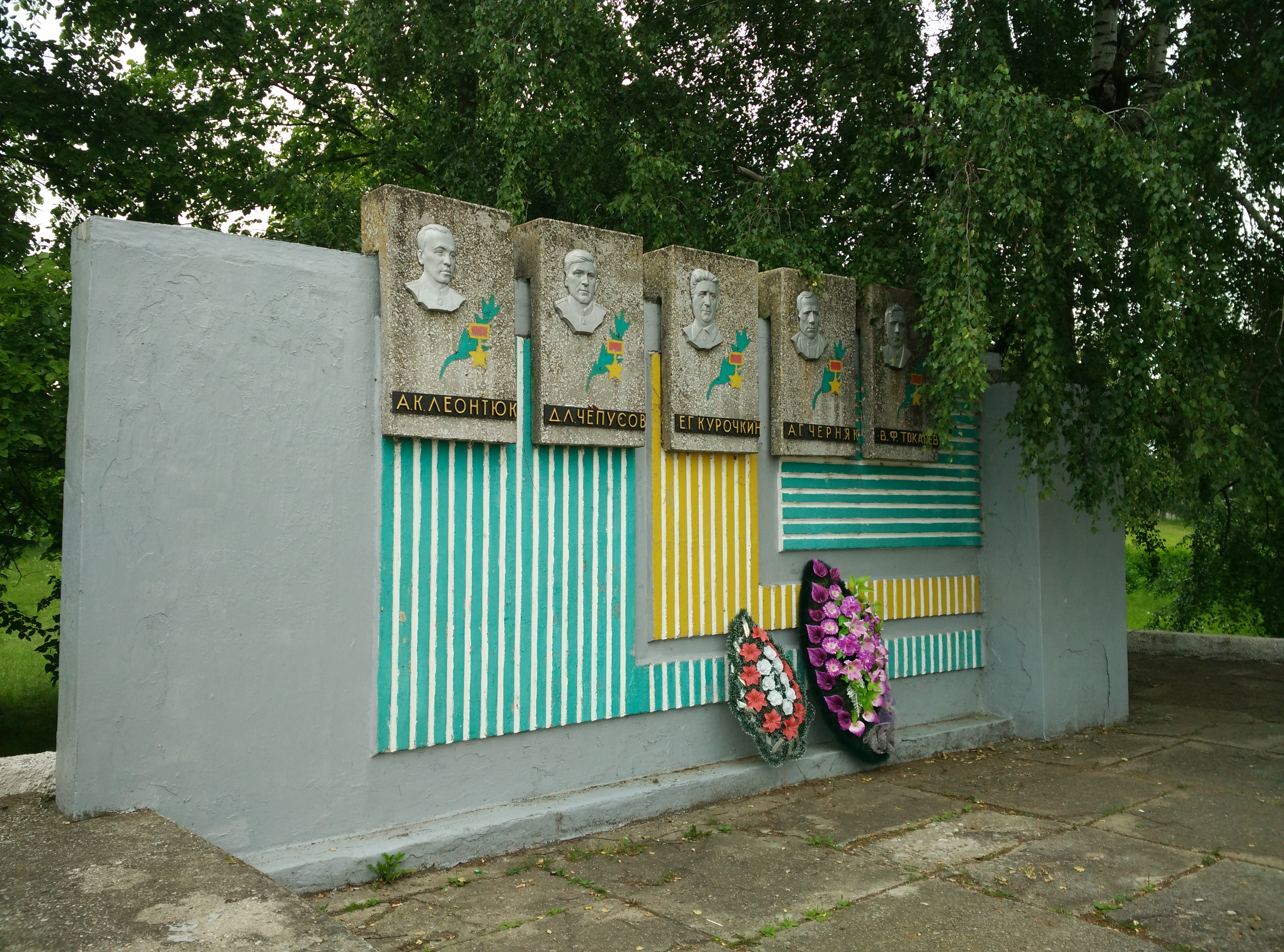